# Hugleik
Hugleik - também referido como Hugleikr em nórdico antigo - foi um rei lendário dos Suíones no século IV. Pertenceu à Dinastia dos Inglingos, sendo filho do rei Elfo e de Bera.

Está mencionado como Hugleik na Saga dos Inglingos (do historiador islandês Snorri Sturluson do século XIII). Segundo alguns historiadores, o Hugleik de Snorri é a mesma personagem que o Hygelac de Beovulfo e o Cloquilaico de Gregório de Tours. Nesta perspetiva, Hugleik seria a primeira personagem verdadeiramente histórica da Escandinávia.
A Saga dos Inglingos conta: Hugleik recebeu o trono dos Suíones, depois da morte de Elfo e Ínguino, dado os filhos de Ínguino ainda serem crianças. Era um rei pacífico, mas rico e avarento. Na sua corte, ele juntava artistas e bruxos. O rei viquingue Hake atacou a Terra dos Suíones (Svitjod), matou Hugleik e os seus filhos, e tomou o poder durante três aos, enquanto os seus guerreiros faziam expedições navais de pilhagem.
| “                                      | Hugleikr hét son Álfs, er konungdóm tók yfir Svíum eptir þá brœðr, því at synir Yngva váru þá börn at aldri. | ” |
| — Snorri Sturluson, Saga dos Inglingos | |   |